# Pinguicula longifolia
La grasilla o atrapamoscas (Pinguicula longifolia) es una especie de la familia   de las lentibulariáceas.

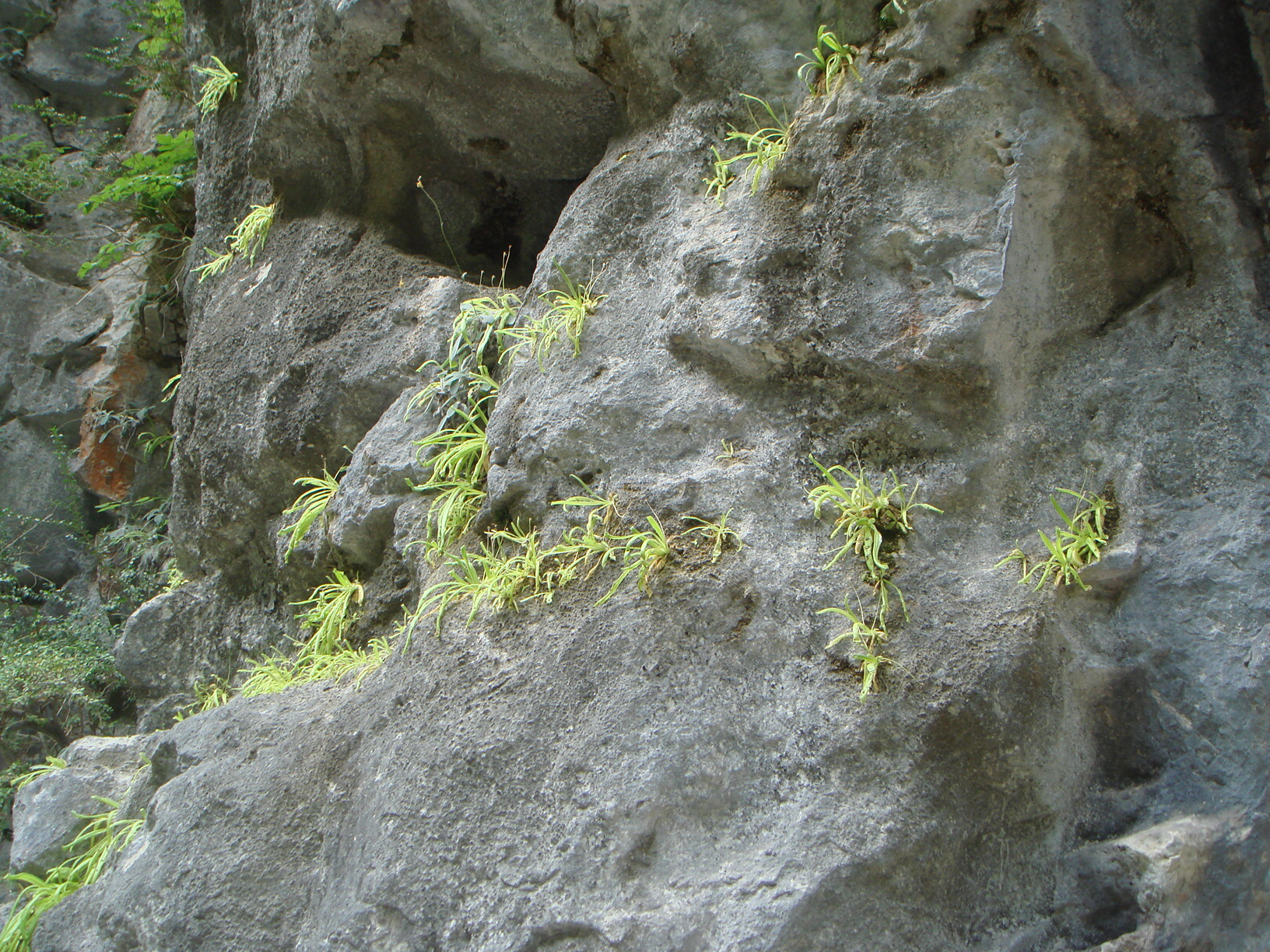
Colonia sobre una roca en el Valle de Añisclo, Huesca.

## Caracteres
Esta pequeña planta de unos 10-15 cm de altura posee como su nombre indica largas hojas amarillo pálido, colgantes, de contorno irregular, pecioladas, pegajosas por ser carnívora. Flores grandes tempranas en primavera, de color azul pálido o lila, con una gran mancha blanca pelosa en la garganta, corola de labios desiguales y pétalos redondeados; espolón de 10-16 mm curvado. Para mejorar su nutrición, atrapa pequeños insectos en sus hojas cubiertas de "grasilla" pegajosa. En ella vive un ácaro que se alimenta de esos insectos y que ha conseguido adaptarse para no ser atrapado por las glándulas de la planta.

## Hábitat
Rocas calizas, en paredes verticales o extraplomadas y húmedas.

## Distribución
Esta especie es endémica del Pirineo central. Común en el parque nacional de Ordesa y Monte Perdido, donde también existen tres especies muy similares y también carnívoras, Pinguicula vulgaris, Pinguicula alpina y Pinguicula grandiflora.

## Taxonomía
Pinguicula longifolia fue descrita por Ramond ex DC. y publicado en Fl. Franç. ed. 3, 3: 728 1805.

## Nombres comunes
- Castellano: Tiraña, atrapamoscas, grasilla, grasilla de hoja larga.[6]